# Eurilda Loomis France
Pour les articles homonymes, voir France (homonymie).
Eurilda Loomis France, née Eurilda Loomis en 1865 à Pittsburgh en Pennsylvanie et morte en 1931 à New Haven dans le Connecticut, est une peintre paysagiste, portraitiste, de nature morte et de genre américaine.

## Biographie
Eurilda Loomis naît à Pittsburgh en Pennsylvanie en 1865. Elle part pour la France et Paris où elle étudie auprès des peintres Jules Lefebvre et Benjamin-Constant et à l'académie Julian auprès des peintres Carolus-Duran et Tony Robert-Fleury. En 1889, elle épouse le peintre Jesse Leach France. En 1890, elle participe au Salon des artistes français et participe en 1893 à l'exposition universelle de Chicago au sein du Woman's Building. Peintre paysagiste, portraitiste et de nature morte, membre de l'American Federation of Arts (en), de la Society of Independent Artists, de la Buffalo Society of Artists et du New Haven Paint and Clay Club, elle expose notamment au cours de sa carrière à l'académie américaine des beaux-arts et à la Pennsylvania Academy of the Fine Arts. Après avoir vécu à New York et Buffalo, elle déménage à New Haven dans le Connecticut où elle décède en 1931.

## Œuvres

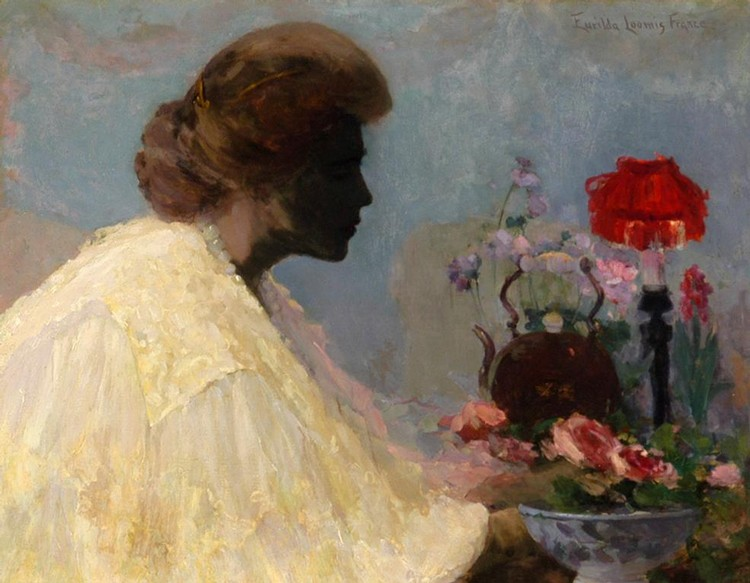
Arranging Spring Flowers, sans date
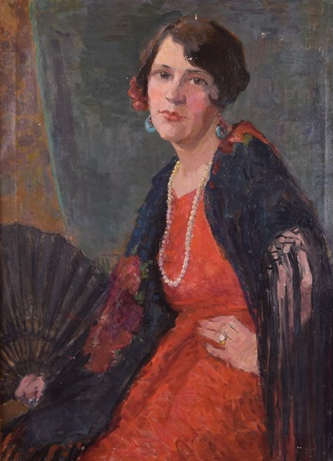
Portrait (sans nom), sans date